# Ali Abbasi
Ali Abbasi (urdu:  علی عبّاسی) (agosto de 1961 – 30 de julio de 2004) fue un presentador televisivo paquistaní-escocés nacido en Karachi. Se mudó de Pakistán a Glasgow, en 1963, con sus padres como niño. Trabajó para la BBC de Escocia como presentador de viaje en los 1980s. Publicó numerosos libros y devino un campeón de la lengua gaélica, apareciendo en la serie de los niños gaélicos Dè a-nis? Y en la serie de comedias Air ais air an Ran Dan ("Atrás de Ran Dan")
Trabajó en la BBC Scotland como presentador de viaje en 1994 del Ayuntamiento de Glasgow, donde fue ayudante de galería del arte. Así como presentando el viaje noticioso en la BBC, Abbasi trabajó como técnico de audio con emisiones exteriores y coches radiofónicos.
Fue nombrado campeón de lectura gaélica por el Ejecutivo escocés en 2003.
Falleció en Glasgow de lupus.